# لحاق
لحاق روستایی است که در استان اردبیل، شهرستان مشگین‌شهر، بخش مشکین شرقی، دهستان قره‌سو قرار دارد.

## جمعیت
بر اساس سرشماری سال ۱۳۸۵ جمعیت این روستا ۴۰۵ نفر با ۱۱۷ خانوار بوده‌است.